# Titina Romay
María Cristina Rodríguez Maz (Ciudad de México, 24 de julio de 1942), conocida como Titina Romay, es una actriz y pintora mexicana. 

## Biografía y carrera
María Cristina Rodríguez Maz nació el 24 de julio de 1942 en Ciudad de México siendo hija del director de cine Joselito Rodríguez y de María Elisa Maz Sinta, y hermana de Juan, Lichita, Dulce María, Pepito Romay, Jorge, y Martha Rangel. 
Debutó en el cine como actriz infantil a mediados de la década de los 40. Durante la década de 1950, apareció en varias películas de luchadores protagonizadas por David Silva (como Huracán Ramírez), Carmelita González, la "Tonina" Jackson luchador y papá de Huracán Ramírez, Freddy Fernández "El Pichi" su eterno enamorado en estas películas, además de la actuación de su hermano Pepito Romay, como hijo de Huracán Ramírez y que en la película interpreta a un aparente tontito pero que en realidad es el luchador llamado "Pancho Pantera", además de otros luchadores de la época como “Frankestein”, “El Enmascarado Negro”,  “Landrú”, “Lobo Negro”, etc. A finales de la década de los 60 trabajó en la televisión. Trabajó en las tres versiones de Angelitos negros, escritas por su padre, en la versión de cine de 1948 interpretó a la niña Belén, maquillada como mulata; en la versión de la televisión de 1970 interpretó a Isabel, la amiga de Juan Carlos Flores (Manuel López Ochoa), también maquillada de negro, e interpretó  el mismo papel en la versión de cine de 1970. En la actualidad se dedica a la pintura, a escribir obras de teatro y es compositora.

## Filmografía
- Huracán Ramírez y la monjita negra (1973) de Joselito Rodríguez .... Hermana María de la Divina Concepción
- Angelitos negros (1970) .... Isabel
- Angelitos negros (1970), Telenovela .... Isabel
- Juventud, divino tesoro (1968), Telenovela
- La venganza de Huracán Ramírez (1967)
- El hijo de Huracán Ramírez(1966)
- Nosotros los jóvenes (1966)
- El misterio de Huracán Ramírez (1962) de Joselito Rodríguez .... Margarita
- Ánimas Trujano (El hombre importante) (1962) de Ismael Rodríguez .... Dorotea
- El tesoro del indito (1961) .... Remedios
- Pepito y el monstruo (1957)
- Pepito as del volante (1957)
- Dos diablitos en apuros (1955) de Joselito Rodríguez .... Titina
- La pequeña enemiga (1955) de Joselito Rodríguez .... Titina
- Píntame angelitos blancos (1954)
- La mujer desnuda (1953)
- Huracán Ramírez (1953)
- ¡...Y murió por nosotros! (1951)
- Cuando los hijos odian (1950)
- Dinero maldito (1949)
- El ángel caído (1949)
- Opio (también conocida como La droga maldita) (1949)
- Angelitos negros (1948) .... Belén
- La pequeña madrecita (1944)